# Alauca
Alauca (uit het Maya: "Zacht land") is een gemeente (gemeentecode 0702) in het departement El Paraíso in Honduras. De gemeente grenst aan Nicaragua.
De hoofdplaats ligt op 7 kilometer van de grens, aan de rivier Guasure.
In de gemeente wordt maïs, bonen en sorghum verbouwd. Verder wordt in de bergen honing geproduceerd en vee gehouden.

## Bevolking
De bevolking is als volgt verdeeld:
| Vrouwen | 4702 | 50,3% |
| Mannen  | 4652 | 49,7% |

## Dorpen
De gemeente bestaat uit veertien dorpen (aldea), waarvan de grootste qua inwoneraantal: El Jicaro (code 070205) en Las Limas (070211).